# Љубањ (Белорусија)
Љубањ (блр. Лю́бань) је град у јужном делу Минске области у Републици Белорусији и административни је центар Љубањског рејона.
Град лежи на обалама реке Аресе на око 139 км јужно од главног града земље Минска. Од већих градова блису су Салигорск (58 км), Слуцк (30 км) и Стари Дароги (26 км).
Према процени из 2012. у граду је живело 11.132 становника.

## Историја
Насеље Љубањ први пут се помиње 1566. године и у том периоду било је под управом кнежевских династија Ољељкович-Слуцки (XVI век), Радзивил (XVII-XVIII век), Витгенштејн (XIX век). Током Кошћушкове буне, код Љубања се 4. септембра 1794. одиграла велика битка.
Године 1808. постаје део новооснованог Бобрујског округа Минске губерније.
Статус града има од 1968. године.

## Становништво
Према процени, у граду је 2012. живело 11.132 становника.
| 1979. | 1989.  | 1999.  | 2009.  | 2012.  |
| ----- | ------ | ------ | ------ | ------ |
| 8.388 | 11.049 | 11.049 | 11.256 | 11.132 |